# Firestone Grand Prix of St. Petersburg 2016
Der Firestone Grand Prix of St. Petersburg 2016 fand am 13. März in den Streets of St. Petersburg in Saint Petersburg, Florida, Vereinigte Staaten statt und war das erste Rennen der IndyCar Series 2015.

## Berichte

### Hintergrund
Wie im Vorjahr war der Firestone Grand Prix of St. Petersburg der Saisonauftakt der IndyCar Series.
Bei diesem Grand Prix debütierten drei Fahrer in der IndyCar Series. Spencer Pigot, der 2015 mit Juncos Racing die Indy Lights gewonnen hatte, erhielt ein Cockpit für einzelne Rennen bei Rahal Letterman Lanigan Racing. Max Chilton, Indy-Lights-Fünfter mit Carlin, wurde Stammfahrer bei Chip Ganassi Racing. Alexander Rossi, der 2015 mit Racing Engineering Zweiter der GP2-Serie geworden war und fünf Formel-1-Rennen für Manor bestritten hat, erhielt ein Cockpit bei Andretti Autosport.
James Hinchcliffe kehrte nach seiner Verletzungspause zu Schmidt Peterson Motorsports zurück. Conor Daly, der 2015 mehrere Rennen als Vertretung für Hinchcliffe für Schmidt Peterson Motorsports absolviert hatte, wurde Stammpilot für Dale Coyne Racing.
Luca Filippi wechselte von CFH Racing zu Dale Coyne Racing und erhielt zunächst ein Cockpit für den Saisonauftakt.
Bei CFH Racing stiegen die beiden Teilhaber Sarah Fisher und Wink Hartman aus. Ed Carpenter, der nun alleiniger Teambesitzer war, nannte das Team zur Saison 2016 in Ed Carpenter Racing um. CFH Racing war erst 2015 aus einer Fusion von Ed Carpenter Racing und Sarah Fisher Hartman Racing entstanden. Bryan Herta gliederte seinen Rennstall Bryan Herta Autosport in Andretti Autosport ein. Herta nahm alle Mitarbeiter zu Andretti mit, die damit die permanente Fahrzeuganzahl von drei auf vier erhöhten.
Mit Hélio Castroneves (dreimal), Will Power (zweimal), Graham Rahal, Hinchcliffe und Juan Pablo Montoya (jeweils einmal) nahmen fünf ehemalige Sieger an der Veranstaltung teil. Tony Kanaan startete zum 250 mal in Folge zu einem IndyCar-Rennen.

### Training
Das erste Training fand am Freitag statt und ging über 75 Minuten. Simon Pagenaud erzielte die schnellste Runde vor Jack Hawksworth und Castroneves. Das Training wurde nach einem Unfall von Power unterbrochen. Power schlug zwischen den Kurven neun und zehn mit der rechten Fahrzeugseite in die Streckenbegrenzung aus. Power verlor die Kontrolle über sein Fahrzeug, als er die Bremskraftverteilung umstellte und ihm beim Überfahren einer Bodenwelle das Lenkrad aus der Hand rutschte.
Das zweite Training sollte ebenfalls 75 Minuten dauern, allerdings wurde die Laufzeit wegen Reparaturarbeiten in der dritten Kurve auf etwa 40 Minuten verkürzt. Power übernahm die Führung vor Scott Dixon und Pagenaud.
Im dritten Training erzielte Power erneut die Bestzeit. Hawksworth wurde Zweiter, Montoya Dritter. Das Training wurde einmal unterbrochen, nachdem Ryan Hunter-Reay ohne Treibstoff vor der zehnten Kurve ausgerollt war.

### Qualifying
Der erste Abschnitt des Zeittrainings wurde nach dem üblichen Qualifying-System für Straßenkurse in zwei Gruppen ausgetragen. Die sechs schnellsten Piloten jeder Gruppe kamen ins zweite Segment. Die restlichen Startpositionen wurden aus dem Ergebnis des ersten Qualifyingabschnitts bestimmt, wobei den Fahrern der ersten Gruppe die ungeraden Positionen ab 13, und den Fahrern der zweiten Gruppe die geraden Positionen ab 14 zugewiesen wurden. In der ersten Gruppe fuhr Dixon die schnellste Runde, in der zweiten Gruppe war Power der schnellste Pilot. Bester Debütant wurde Chilton als 17.
Im zweiten Segment der Qualifikation qualifizierten sich die sechs schnellsten Fahrer für den finalen Abschnitt. Power erzielte die schnellste Rundenzeit. Neben ihm schafften es Dixon, Pagenaud, Montoya, Castroneves und Hunter-Reay in den dritten Teil des Qualifyings, die sogenannten Firestone Fast Six.
Im dritten Teil fuhr schließlich Power die schnellste Zeit und erzielte die Pole-Position vor seinen Teamkollegen Pagenaud, Castroneves und Montoya. Somit lagen alle Penske-Piloten auf den ersten vier Positionen. Hunter-Reay wurde als Sechster bester Honda-Fahrer.
Nach dem Qualifying klagte Power über Übelkeit und Kopfschmerzen und ließ daraufhin die Pressekonferenz nach dem Qualifying aus. Die Ärzte gingen zunächst von einem Virus-Infekt aus. Da die Symptome auch am Folgetag anlagen, unterzog sich Power weiteren Untersuchungen und Penske zog seine Meldung zurück. Er wurde durch Oriol Servià ersetzt, der beim letzten Rennen für Andretti Autosport an den Start gegangen war. Die ärztliche Diagnose am Rennsonntag besagte, dass Power bei seinem Trainingsunfall eine zuvor nicht entdeckte Gehirnerschütterung erlitten habe. Weitere Untersuchungen an der Universität von Miami ergaben, dass Power mit großer Wahrscheinlichkeit keine Gehirnerschütterung erlitten habe, sodass die ursprüngliche Diagnose am Mittwoch nach dem Rennen zurückgezogen wurde. Die Diagnose wurde am Rennwochenende dadurch erschwert, dass Power mit einer Innenohrentzündung in den Rennbetrieb gegangen war. Die Ärzte gaben schließlich an, dass Powers gesundheitliche Probleme durch muskuläre Verspannungen der Nackenmuskulatur bedingt waren. Power wurde weiterhin als Pole-Setter gewertet und behielt den Bonuspunkt. Der erste Startplatz für das Rennen ging an den zweitplatzierten Pagenaud, da Servià zwar Powers Fahrzeug übernehmen konnte, jedoch wegen des Fahrerwechsels vom letzten Platz ins Rennen gehen musste.

### Abschlusstraining
Im Abschlusstraining fuhr Takuma Satō die schnellste Runde vor Rahal und Josef Newgarden.

### Rennen
Beim Start behielt Pagenaud die Führung von Montoya und führte das Rennen in der Anfangsphase ungefährdet an. Bei den ersten Stopps führte er mit etwa fünf Sekunden vor Montoya und behielt die Führung durchgängig. Montoya holte anschließend auf Pagenaud auf und reduzierte den Rückstand auf unter eine Sekunde.
In der 46. Runde kam es zur ersten Gelbphase, nachdem Marco Andretti Filippi am Ende der Start-Ziel-Geraden ins Heck gefahren war, sich dabei gedreht hatte und stehen geblieben war. Beide Fahrer fuhren weiter. Bis auf Daly und Kanaan gingen alle Fahrer in der Gelbphase an die Box, sodass schließlich Daly vor Kanaan, Pagenaud und Montoya führte. Während der Gelbphase gab Newgarden mit technischen Problemen auf und Mikhail Aleshin und Filippi mussten wegen eines Stopps bei geschlossener Boxengasse ans Ende des Feldes.
Beim Restart versuchte Kanaan, an Daly vorbei zu fahren, blieb aber auf Platz zwei. Montoya überholte Pagenaud und ging auf Platz drei. Dahinter ereignete sich eine Massenkarambolage als Carlos Muñoz versuchte, Charlie Kimball zu überholen und sich dabei verschätzte, sodass er Rahal drehte und die beiden Fahrzeuge die Strecke blockierten. Rahal sah die Schuld an dem Unfall bei Muñoz und regte sich nach dem Rennen sehr über dessen Fahrstil auf. Muñoz nahm die Schuld auf sich und entschuldigte sich für den Zwischenfall. Er wurde mit einer Stop-And-Go-Strafe belegt. Insgesamt waren acht Fahrzeuge in die Kollision verwickelt. Alle nahmen das Rennen wieder auf. Kanaan ging an die Box, sodass Montoya auf Platz zwei vor rückte. Hawksworth erhielt eine Durchfahrtsstrafe, weil er in die geschlossene Boxengasse gefahren war.
In der Runde nach dem Restart ging Montoya an Daly vorbei in Führung. Daly lag anschließend mehrere Runden zwischen den Penske-Fahrern Montoya und Pagenaud auf dem zweiten Platz. Daly ging schließlich vor den beiden Kontrahenten an die Box und fiel im weiteren Rennverlauf mit einem Frontflügelschaden und einem zusätzlichen Stopp weit zurück. In der 82. Runde ging Montoya und Pagenaud zeitgleich zum letzten Stopp, sodass Hunter-Reay die Führung für drei Runden übernahm. An der Box gab es keine Veränderung zwischen Montoya und Pagenaud, wodurch Montoya schließlich wieder in Führung ging. In der 87. schied Bourdais aus.
In der Schlussphase kontrollierte Montoya das Rennen an der Spitze, obgleich er Lenkungsprobleme bekam. Eine Veränderung auf dem Podium gab es noch drei Runden vor Ende, als Castroneves von Hunter-Reay überholt wurde, sodass es keinen Penske-Dreifachsieg gab.
Montoya wiederholte damit seinen Sieg aus dem Vorjahr auf dieser Strecke. Pagenaud wurde Zweiter vor Hunter-Reay und Castroneves. Aleshin wurde Fünfter. Er hatte im Rennen mit zwölf Positionen im Vergleich zu seiner Startposition die meisten Plätze gut gemacht. Sechster wurde Satō vor Dixon, der Kühlungsprobleme hatte. Die Top 10 komplettierten Muñoz, Kanaan und Kimball, der in der Schlussrunde nach einem Unfall ausfiel. Alle anderen Fahrer waren bereits überrundet, sodass Kimball Platz zehn behielt. Rossi war als Zwölfter bester Neuling.

## Meldeliste
Alle Teams und Fahrer verwendeten das Chassis Dallara DW12 und Reifen von Firestone.
| Team                                         | Nr. | Fahrer             | Aero-Kit/Motor |
| -------------------------------------------- | --- | ------------------ | -------------- |
| Team Penske                                  | 02  | Juan Pablo Montoya | Chevrolet      |
| Team Penske                                  | 03  | Hélio Castroneves  | Chevrolet      |
| Team Penske                                  | 12  | Will Power         | Chevrolet      |
| Team Penske                                  | 12  | Oriol Servià       | Chevrolet      |
| Team Penske                                  | 22  | Simon Pagenaud     | Chevrolet      |
| Schmidt Peterson Motorsports                 | 05  | James Hinchcliffe  | Honda          |
| Schmidt Peterson Motorsports                 | 07  | Mikhail Aleshin    | Honda          |
| Chip Ganassi Racing Teams                    | 08  | Max Chilton        | Chevrolet      |
| Chip Ganassi Racing Teams                    | 09  | Scott Dixon        | Chevrolet      |
| Chip Ganassi Racing Teams                    | 10  | Tony Kanaan        | Chevrolet      |
| Chip Ganassi Racing Teams                    | 83  | Charlie Kimball    | Chevrolet      |
| KVSH Racing                                  | 11  | Sébastien Bourdais | Chevrolet      |
| A. J. Foyt Enterprises                       | 14  | Takuma Satō        | Honda          |
| A. J. Foyt Enterprises                       | 41  | Jack Hawksworth    | Honda          |
| Rahal Letterman Lanigan Racing               | 15  | Graham Rahal       | Honda          |
| Rahal Letterman Lanigan Racing               | 16  | Spencer Pigot      | Honda          |
| Dale Coyne Racing                            | 18  | Conor Daly         | Honda          |
| Dale Coyne Racing                            | 19  | Luca Filippi       | Honda          |
| Ed Carpenter Racing                          | 21  | Josef Newgarden    | Chevrolet      |
| Andretti Autosport                           | 26  | Carlos Muñoz       | Honda          |
| Andretti Autosport                           | 27  | Marco Andretti     | Honda          |
| Andretti Autosport                           | 28  | Ryan Hunter-Reay   | Honda          |
| Andretti Herta Autosport with Curb-Agajanian | 98  | Alexander Rossi    | Honda          |

Anmerkungen
1. 1 2  Will Power fuhr die ersten drei Trainings und nahm am Qualifying teil. Das Abschlusstraining und das Rennen bestritt Oriol Servià wegen einer Erkrankung Powers.

Quelle:

## Klassifikationen

### Qualifying
| Pos. | Fahrer             | Team                                         | Fahrzeug          | Gruppe 1  | Gruppe 2  | Top 12    | FF6       | Start |
| ---- | ------------------ | -------------------------------------------- | ----------------- | --------- | --------- | --------- | --------- | ----- |
| 01   | Will Power         | Team Penske                                  | Dallara-Chevrolet | —         | 1:00,5678 | 1:00,0658 | 1:00,2450 | WD    |
| 02   | Simon Pagenaud     | Team Penske                                  | Dallara-Chevrolet | —         | 1:00,6503 | 1:00,3805 | 1:00,4421 | 01    |
| 03   | Hélio Castroneves  | Team Penske                                  | Dallara-Chevrolet | —         | 1:00,7320 | 1:00,5168 | 1:00,4995 | 02    |
| 04   | Juan Pablo Montoya | Team Penske                                  | Dallara-Chevrolet | —         | 1:00,7060 | 1:00,4431 | 1:00,5312 | 03    |
| 05   | Scott Dixon        | Chip Ganassi Racing Teams                    | Dallara-Chevrolet | 1:00,8921 | —         | 1:00,2318 | 1:00,5395 | 04    |
| 06   | Ryan Hunter-Reay   | Andretti Autosport                           | Dallara-Honda     | —         | 1:00,9830 | 1:00,5530 | 1:00,8803 | 05    |
| 07   | Graham Rahal       | Rahal Letterman Lanigan Racing               | Dallara-Honda     | 1:00,9578 | —         | 1:00,5893 | —         | 06    |
| 08   | Sébastien Bourdais | KVSH Racing                                  | Dallara-Chevrolet | 1:01,1450 | —         | 1:00,6711 | —         | 07    |
| 09   | James Hinchcliffe  | Schmidt Peterson Motorsports                 | Dallara-Honda     | 1:00,9973 | —         | 1:00,6724 | —         | 08    |
| 10   | Jack Hawksworth    | A. J. Foyt Enterprises                       | Dallara-Honda     | 1:01,1322 | —         | 1:00,7188 | —         | 09    |
| 11   | Takuma Satō        | A. J. Foyt Enterprises                       | Dallara-Honda     | —         | 1:00,7920 | 1:00,9745 | —         | 10    |
| 12   | Josef Newgarden    | Ed Carpenter Racing                          | Dallara-Chevrolet | 1:01,0836 | —         | 1:01,0571 | —         | 11    |
| 13   | Carlos Muñoz       | Andretti Autosport                           | Dallara-Honda     | 1:01,1856 | —         | —         | —         | 12    |
| 14   | Charlie Kimball    | Chip Ganassi Racing Teams                    | Dallara-Chevrolet | —         | 1:01,0433 | —         | —         | 13    |
| 15   | Marco Andretti     | Andretti Autosport                           | Dallara-Honda     | 1:01,2417 | —         | —         | —         | 14    |
| 16   | Luca Filippi       | Dale Coyne Racing                            | Dallara-Honda     | —         | 1:01,1699 | —         | —         | 15    |
| 17   | Max Chilton        | Chip Ganassi Racing Teams                    | Dallara-Chevrolet | 1:01,5372 | —         | —         | —         | 16    |
| 18   | Mikhail Aleshin    | Schmidt Peterson Motorsports                 | Dallara-Honda     | —         | 1:01,2934 | —         | —         | 17    |
| 19   | Alexander Rossi    | Andretti Herta Autosport with Curb-Agajanian | Dallara-Honda     | 1:01,5794 | —         | —         | —         | 18    |
| 20   | Tony Kanaan        | Chip Ganassi Racing Teams                    | Dallara-Chevrolet | —         | 1:01,3414 | —         | —         | 19    |
| 21   | Conor Daly         | Dale Coyne Racing                            | Dallara-Honda     | 1:01,9385 | —         | —         | —         | 20    |
| 22   | Spencer Pigot      | Rahal Letterman Lanigan Racing               | Dallara-Honda     | —         | 1:01,3881 | —         | —         | 21    |
| —    | Oriol Servià       | Team Penske                                  | Dallara-Chevrolet | —         | —         | —         | —         | 22    |

Quellen:

### Rennen
| Pos. | Fahrer             | Team                                         | Fahrzeug          | Runden | Zeit         | Start | Führungsrunden |
| ---- | ------------------ | -------------------------------------------- | ----------------- | ------ | ------------ | ----- | -------------- |
| 01   | Juan Pablo Montoya | Team Penske                                  | Dallara-Chevrolet | 110    | 2:13:28,4650 | 03    | 44             |
| 02   | Simon Pagenaud     | Team Penske                                  | Dallara-Chevrolet | 110    | + 2,3306     | 01    | 48             |
| 03   | Ryan Hunter-Reay   | Andretti Autosport                           | Dallara-Honda     | 110    | + 8,8764     | 05    | 03             |
| 04   | Hélio Castroneves  | Team Penske                                  | Dallara-Chevrolet | 110    | + 9,3237     | 02    | 0              |
| 05   | Mikhail Aleshin    | Schmidt Peterson Motorsports                 | Dallara-Honda     | 110    | + 9,7167     | 17    | 0              |
| 06   | Takuma Satō        | A. J. Foyt Enterprises                       | Dallara-Honda     | 110    | + 26,0373    | 10    | 0              |
| 07   | Scott Dixon        | Chip Ganassi Racing Teams                    | Dallara-Chevrolet | 110    | + 40,7056    | 04    | 0              |
| 08   | Carlos Muñoz       | Andretti Autosport                           | Dallara-Honda     | 110    | + 55,9459    | 12    | 0              |
| 09   | Tony Kanaan        | Chip Ganassi Racing Teams                    | Dallara-Chevrolet | 110    | + 59,1202    | 19    | 0              |
| 10   | Charlie Kimball    | Chip Ganassi Racing Teams                    | Dallara-Chevrolet | 109    | DNF          | 13    | 0              |
| 11   | Jack Hawksworth    | A. J. Foyt Enterprises                       | Dallara-Honda     | 109    | + 1 Runde    | 09    | 0              |
| 12   | Alexander Rossi    | Andretti Herta Autosport with Curb-Agajanian | Dallara-Honda     | 109    | + 1 Runde    | 18    | 0              |
| 13   | Conor Daly         | Dale Coyne Racing                            | Dallara-Honda     | 109    | + 1 Runde    | 20    | 15             |
| 14   | Spencer Pigot      | Rahal Letterman Lanigan Racing               | Dallara-Honda     | 109    | + 1 Runde    | 21    | 0              |
| 15   | Marco Andretti     | Andretti Autosport                           | Dallara-Honda     | 109    | + 1 Runde    | 14    | 0              |
| 16   | Graham Rahal       | Rahal Letterman Lanigan Racing               | Dallara-Honda     | 109    | + 1 Runde    | 06    | 0              |
| 17   | Max Chilton        | Chip Ganassi Racing Teams                    | Dallara-Chevrolet | 109    | + 1 Runde    | 16    | 0              |
| 18   | Oriol Servià       | Team Penske                                  | Dallara-Chevrolet | 109    | + 1 Runde    | 22    | 0              |
| 19   | James Hinchcliffe  | Schmidt Peterson Motorsports                 | Dallara-Honda     | 109    | + 1 Runde    | 08    | 0              |
| 20   | Luca Filippi       | Dale Coyne Racing                            | Dallara-Honda     | 108    | + 2 Runden   | 15    | 0              |
| 21   | Sébastien Bourdais | KVSH Racing                                  | Dallara-Chevrolet | 087    | DNF          | 07    | 0              |
| 22   | Josef Newgarden    | Ed Carpenter Racing                          | Dallara-Chevrolet | 047    | DNF          | 11    | 0              |

Quellen:

#### Führungsabschnitte
| Abschnitt | Runden | Fahrer             |
| --------- | ------ | ------------------ |
| 1         | 1–48   | Simon Pagenaud     |
| 2         | 49–63  | Conor Daly         |
| 3         | 64–81  | Juan Pablo Montoya |
| 4         | 82–84  | Ryan Hunter-Reay   |
| 5         | 85–110 | Juan Pablo Montoya |

Quellen:

#### Gelbphasen
| Nr. | Dauer | Runden | Grund für Gelbphase                                             |
| --- | ----- | ------ | --------------------------------------------------------------- |
| 1   | 46–55 | 10     | Kontakt: Luca Filippi (#19) und Marco Andretti (#27) in Kurve 1 |
| 2   | 57–62 | 6      | Kontakt: Diverse Fahrzeuge in Kurve 4                           |

Quellen:

## Punktestände nach dem Rennen

### Fahrerwertung
Die Punktevergabe wird hier erläutert.
| Pos. | Fahrer             | Punkte |
| ---- | ------------------ | ------ |
| 01.  | Juan Pablo Montoya | 51     |
| 02.  | Simon Pagenaud     | 43     |
| 03.  | Ryan Hunter-Reay   | 36     |
| 04.  | Hélio Castroneves  | 32     |
| 05.  | Mikhail Aleshin    | 30     |
| 06.  | Takuma Satō        | 28     |
| 07.  | Scott Dixon        | 26     |
| 08.  | Carlos Muñoz       | 24     |

| Pos. | Fahrer          | Punkte |
| ---- | --------------- | ------ |
| 09.  | Tony Kanaan     | 22     |
| 10.  | Charlie Kimball | 20     |
| 11.  | Jack Hawksworth | 19     |
| 12.  | Alexander Rossi | 18     |
| 13.  | Conor Daly      | 18     |
| 14.  | Spencer Pigot   | 16     |
| 15.  | Marco Andretti  | 15     |
| 16.  | Graham Rahal    | 14     |

| Pos. | Fahrer             | Punkte |
| ---- | ------------------ | ------ |
| 17.  | Max Chilton        | 13     |
| 18.  | Oriol Servià       | 12     |
| 19.  | James Hinchcliffe  | 11     |
| 20.  | Luca Filippi       | 10     |
| 21.  | Sébastien Bourdais | 9      |
| 22.  | Josef Newgarden    | 8      |
| 23.  | Will Power         | 1      |